# 藤原鮮子
藤原 鮮子（ふじわら せんし、生年不詳 - 延喜15年4月30日（915年6月15日））は、平安時代中期の女性。
第60代天皇・醍醐天皇の更衣。恭子内親王、代明親王、婉子内親王の生母。

## 生涯
藤原連永の娘として生まれる。
延喜15年（915年）4月30日、死去。同年11月8日にも長女・恭子内親王も母の死去の後を追うように14歳で死去した。